# Åke Fridell (aktor)
Åke Fridell (ur. 23 czerwca 1919 w Gävle, zm. 26 sierpnia 1985 w Sztokholmie) – szwedzki aktor filmowy.

## Filmografia
- Deszcz pada na naszą miłość (Det regnar på vår kärlek) (1946)
- Okręt do Indii (Skepp till Indialand) (1947)
- Främmande hamn (1948)
- Więzienie (Fängelse) (1949)
- Tylko matka (Bara en mor) (1949)
- Huset nr 17 (1949)
- Panna Julia (Fröken Julie) (1951)
- Wakacje z Moniką (Sommaren med Monika) (1953)
- Wieczór kuglarzy (Gycklarnas afton) (1953)
- Uśmiech nocy (Sommarnattens leende) (1955)
- Siódma pieczęć (Det sjunde inseglet) (1957)
- Tam, gdzie rosną poziomki (Smultronstället) (1957)
- Rabies (1958)
- Twarz (Ansiktet) (1958)
- Kyrkoherden (1970)